# Opglabbeek
Opglabbeek est une ancienne commune néerlandophone de Belgique située en Région flamande dans la province de Limbourg. Au 1er janvier 2019, la commune a fusionné avec Meeuwen-Gruitrode et est devenue ainsi une section de la nouvelle commune de Oudsbergen.
Opglabbeek est la ville natale du champion olympique de cyclisme Robert Grondelaers (1933-1989).

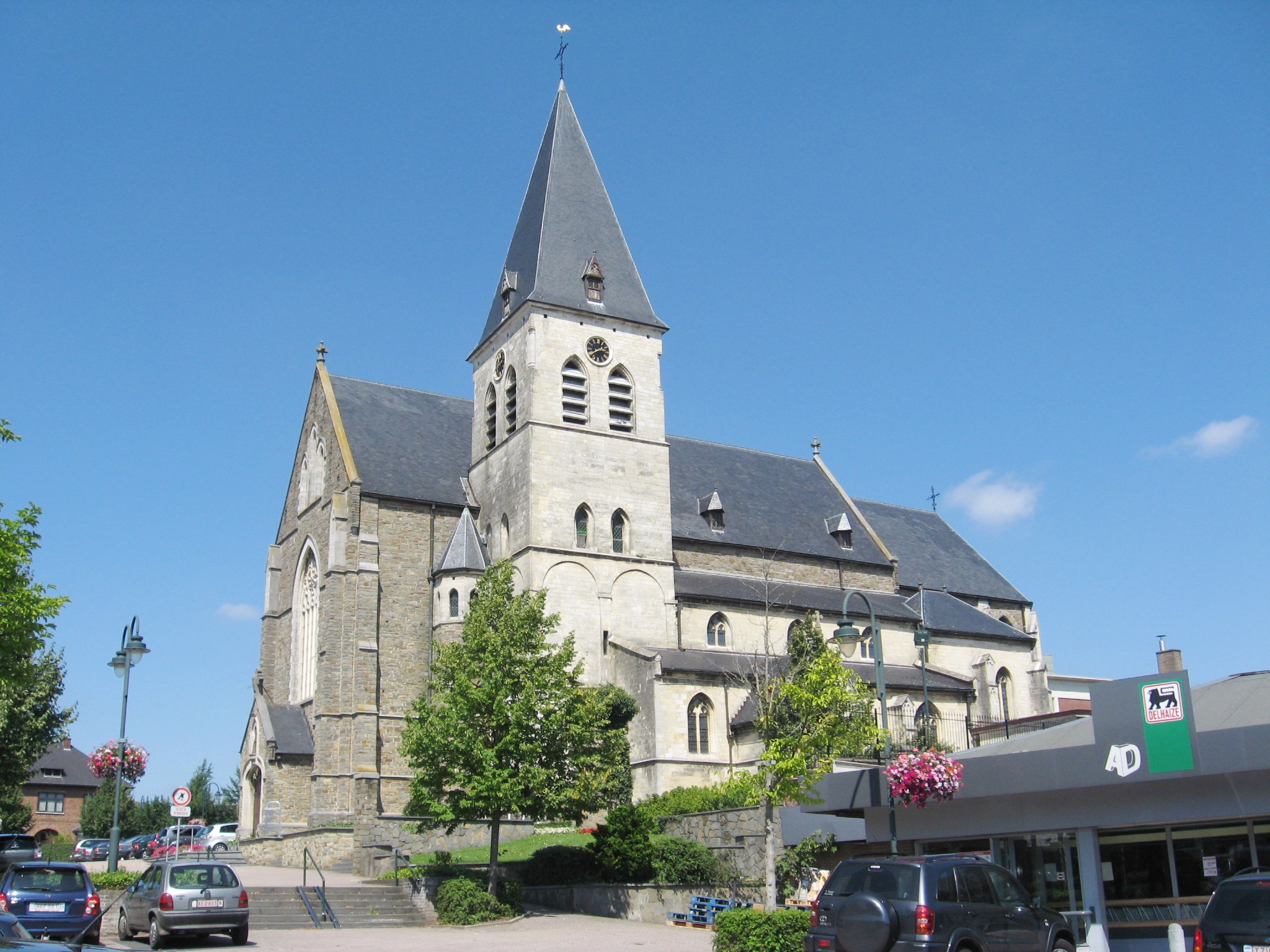
Église Saint-Lambert

## Évolution démographique
Source:INS